# Andreas Knecht

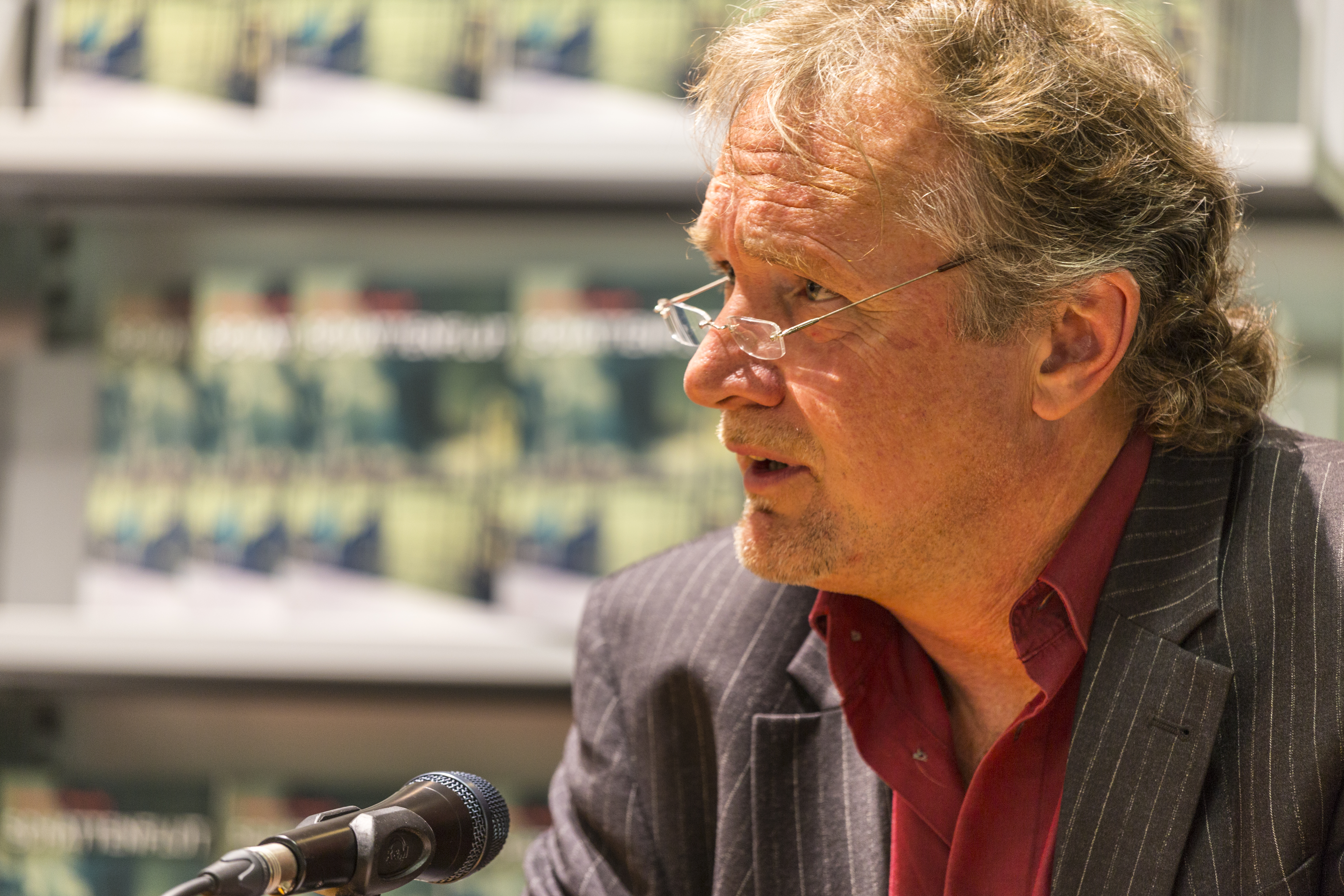
Andreas Knecht an der Buchvernissage von Schattenflut in Luzern

Andreas Knecht (* 1. Juli 1962 in Laufenburg) ist ein Schweizer Sachbuchautor und Schriftsteller.

## Leben
Andreas Knecht war im Teenageralter als freier Journalist für verschiedene Pressetitel unterwegs. Nach einem Wirtschaftsinformatikstudium und Nachdiplomstudien war er mehrere Jahre als Projektleiter im Logistikbereich und danach in  Managementfunktionen – vorwiegend im Bereich Qualitätsmanagement – tätig.
Heute führt er ein eigenes Beratungsunternehmen und ist als Persönlichkeitscoach tätig. Seine Erfahrungen als Unternehmensberater bewogen ihn dazu, die Sachbuchreihe „Business Stories“ zu starten, die sich auf humorvolle Weise mit dem Wirtschaftsleben und dem Geschäftsalltag beschäftigt.
Zusammen mit anderen Autoren des Versus-Verlages in Zürich entwickelte er eine Sachbuchreihe, die unter dem Label „VERSUS kompakt“ in kurzer Form Fachwissen vermittelt.
2011 publizierte er das Werk „Käse & Wein“ im Themenbereich Gastronomie. Dieses wurde von der Historia Gastronomica mit einer Gold- und von der Deutschen Gastronomie-Akademie mit einer Silbermedaille ausgezeichnet.
Parallel zu den Arbeiten an den Sachbüchern begann Andreas Knecht mit der Entwicklung von Romanen. Seit Herbst 2008 sind insgesamt vierzehn Werke erschienen.
2021 startete er mit Edita Horvath im Verlag anexa books die Edita-Kochbuchserie.

## Publikationen
- Goldjagd. Thriller/Krimi. anexa books, Olten 2025, ISBN 978-3-9525456-4-5
- Edita - saisonal inspiriert. anexa books, Olten 2025, ISBN 978-3-9525456-3-8
- Edita – Mein großes Porridgebuch. anexa books, Olten 2023, ISBN 978-3-9525456-2-1
- Edita – Asian Fusion. anexa books, Olten 2022, ISBN 978-3-9525456-1-4
- Edita – Superfood aus dem Busch Australiens. anexa books, Olten 2021, ISBN 978-3-9525456-0-7
- Köstliche Insekten. FONA Verlag. Lenzburg 2017, ISBN 978-3-03780-616-6
- Kuba – Kulinarische Inspiration. FONA Verlag. Lenzburg 2018, ISBN 978-3-03780-664-7
- Der Fluch. Jugendbuch. Novum Verlag, Wien 2008, ISBN 978-3-85022-406-2.
- Das 7×7 des Projekterfolgs. Business Stories. Versus Verlag, Zürich 2009, ISBN 978-3-03909-117-1.
- Käse & Wein. FONA Verlag. Lenzburg 2011, ISBN 978-3-03780-455-1.
- Mitgehangen. Novelle. Edition Bookrix 2013, E-Book.
- Qualitätsmanagement. Sachbuch. Versus Verlag, Zürich 2013, ISBN 978-3-03909-205-5.
- Six Sigma. Sachbuch. Versus Verlag, Zürich 2013, ISBN 978-3-03909-201-7.
- Schattenflut. Thriller/Krimi. Literaturwerkstatt, Küssnacht 2013, ISBN 978-3-9523927-8-2.